# Station Lubartów
Station Lubartów is een spoorwegstation in de Poolse plaats Lubartów.